# Јела (име)
Јела је женско име које се користи у Србији, Републици Српској, Словенији и Хрватској и у овој трећој земљи највише у Загребу, Сплиту и Славонском Броду. Назив биљке јеле је узето за лично име и попут истоименог дрвета, симболише виткост и елеганцију. Према једном тумачењу, ово је скраћени облик имена као што су Јелена или Габријела.

## Популарност
У Словенији је 2007. било на 340. месту, а у јужној Аустралији је било на 1634. месту 2006. године.

## Занимљивост
На Свахили језику ово име значи: „отац се мучио приликом порођаја“ и даје се и девојчицама и дечацима.

## Изведена имена
Од овог имена изведена су имена Јелика, Јелица и Јелка.